# Victor Démé
Pour les articles homonymes, voir Dème.
Victor Démé, né en 1962 à Bobo-Dioulasso (Burkina Faso) où il est mort le 21 septembre 2015 à la suite d'une crise de paludisme, est un guitariste et chanteur burkinabè.  

## Biographie

### Enfance, formation et débuts
Victor Démé est né a Bobo-Dioulasso dans une famille musulmane de l'ethnie Marka (couturiers traditionnels). Il apprend la musique auprès de sa mère Aminata Démé qui est une griotte, et de sa grand-mère maternelle qui chante dans les cérémonies traditionnelles. Il s'exile en Côte d'Ivoire, se convertit au catholicisme et prend le nom de Victor. Il intègre ensuite l'orchestre Super Mande dirigée par Abdoulaye Diabaté. En 1988, il revient au Burkina Faso à l'âge de 26 ans,.

### Carrière
Dans les années 1980, il gagne plusieurs micro-crochets, dont le concours du Centre culturel français de Bobo-Dioulasso organisé en partenariat avec RFI en 1989, et le premier prix de la Semaine nationale de la culture (SNC) dans sa catégorie, en 1990. Dans les années 1990, il joue dans des orchestres, dont l’Echo de l’Africa et le Suprême Comenba.
En 2005, il rencontre Camille Louvel à Bobo-Dioulasso, qui devient gérant d'un bar-concert associatif à Ouagadougou. En 2007, Camille Louvel et le journaliste David Commeillas, en reportage à Ouagadougou, produisent le premier album de Victor Démé sous le label parisien Chapa Blues (du nom d'une bière de mil du Burkina), fondé pour lui. Le disque se vend à 40 000 exemplaires et une tournée d'environ 40 dates est organisée en France. Son single Djôn'maya remixé en 2014 par Synapson, duo électro, rencontre un succès inattendu sur YouTube. Son fils Simon en est le chanteur et bruiteur et le fait connaître à un large public.

## Albums
- Yafaké, album , 2015 (label : Chapa Blues Records)
- Deli, album , 2010 (label : Chapa Blues Records)
- Victor Démé, album , 2008 (label : Chapa Blues Records)

## Collaborations
- 2013 Namara, de Yizih (label : La Maîtresse du Vent)
- 2016 : Le titre Yakafé est entendu deux fois dans le film Quand on a 17 ans de André Téchiné (2016), une première fois au chapitre « Deuxième trimestre » et en clôture du film.
- 2017 : Reprise du morceau Djon maya maï par Bengous adapté en Tié la famille !
- 2020 : Le titre Djon Maya est entendu dans la scène finale de l'épisode 6 de la série Il a déjà tes yeux.

## Vie privée
Il est marié et père de nombreux  enfants.

## Décès
Victor Démé meurt le 21 septembre 2015 dans sa ville natale, Bobo-Dioulasso, à la suite d'une crise de paludisme,.